# Orthotylus tantali
Orthotylus tantali är en insektsart som först beskrevs av Perkins 1912.  Orthotylus tantali ingår i släktet Orthotylus och familjen ängsskinnbaggar. Inga underarter finns listade i Catalogue of Life.